# Плюткі
Плюткі (пол. Plutki, нім. Plutken) — село в Польщі, у гміні Дивіти Ольштинського повіту Вармінсько-Мазурського воєводства.
Населення — 16 осіб (2011).

## Демографія
Демографічна структура станом на 31 березня 2011 року:
|          | Загалом | Допрацездатний вік | Працездатний вік | Постпрацездатний вік |
| -------- | ------- | ------------------ | ---------------- | -------------------- |
| Чоловіки | 10      | 4                  | 4                | 2                    |
| Жінки    | 6       | 2                  | 2                | 2                    |
| Разом    | 16      | 6                  | 6                | 4                    |